# Eszter Lakos
Eszter Lakos, née le 8 mars 1981 à Győr, est une femme politique hongroise. Membre du Parti Respect et liberté (Tisza), elle est élue députée européenne lors des élections européennes de 2024.

## Biographie
Eszter Lakos naît le 8 mars 1981 à Győr, dans le comitat de Győr-Moson-Sopron. Elle étudie à Budapest, puis à l'université Bocconi de Milan, où elle obtient un doctorat en droit international et économie,. 
Elle travaille au sein des institutions européennes à Bruxelles dans le domaine de la rechercher et de l'innovation, notamment comme stratège pour la préparation du programme-cadre européen. 
En avril 2024, Eszter Lakos est choisie par Péter Magyar pour figurer sur la liste du Parti Respect et liberté (Tisza) en vue des élections européennes de 2024. Le 9 juin 2024, elle est élue députée européenne,.